# Các pháo đài vòng tròn thời kỳ Viking
Các pháo đài vòng tròn thời kỳ Viking hay các pháo đài kiểu Trelleborg là dạng thành lũy vòng tròn có thiết kế đặc biệt được xây dựng ở Scandinavia trong Thời đại Viking. Các pháo đài có hình tròn với bốn cổng và đường đi tại bốn hướng.
Hiện tại có 7 pháo đài vòng tròn thời kỳ Viking được biết đến nằm tại Đan Mạch và Scania, Thụy Điển. Nhiều trong số chúng có từ thời kỳ trị vì của Harald Blåtand của Đan Mạch (khoảng năm 980). Mục đích chính xác của chúng hiện vẫn còn đang là chủ đề tranh luận.

## Tên nguyên
Loại công sự này lần đầu được phát hiện tại Trelleborg ở phía tây thị trấn Slagelse trên đảo Sjælland, được khai quật vào những năm 1936–1941. Theo truyền thống, cái tên trelleborg được dịch và giải thích là "một pháo đài được xây dựng bởi nô lệ" vì trong tiếng Bắc Âu cổ thrall có nghĩa là nô lệ (ngày nay là Træl trong tiếng Đan Mạch và träl trong tiếng Thụy Điển]]) và borg có nghĩa là pháo đài hoặc thành phố. Từ trel cũng là một cách giải thích hợp lý và liên quan đến các cọc gỗ, bao phủ cả hai mặt của bức tường tròn bảo vệ.

## Lịch sử
Khoảng năm 974, vua Viking Đan Mạch Harald Bluetooth đã mất quyền kiểm soát Danevirke và một phần Nam Jutland vào tay người Saxon. Toàn bộ tổ hợp công sự, cầu và đường xây dựng vào khoảng năm 980 được một số người cho là công trình của Harald và là một phần của hệ thống phòng thủ lớn hơn nhiều. Các công sự có thiết kế tương tự cùng thời kỳ đã được tìm thấy xung quanh các thị trấn cổ khác ở Scandinavia, chẳng hạn như ở Aarhus nhưng chúng không có hình tròn hoàn hảo của các pháo đài vòng tròn độc lập. Hầu hết các pháo đài đều có niên đại từ thời trị vì của Harald Bluetooth, kéo dài từ khoảng năm 958 cho đến 986. Tuy nhiên, pháo đài ở Borgeby đã có niên đại khoảng năm 1000, mặc dù ngày tháng chính xác vẫn chưa được xác định, nhưng có thể nó cũng được xây dựng như một phần trong nỗ lực củng cố công sự của ông.
Tuy nhiên, mục đích chính xác của pháo đài vẫn chưa được biết. Một số nhà sử học cho rằng chúng hoạt động như doanh trại quân đội hoặc nơi huấn luyện của Svend Tveskæg. Nhưng nhiều khả năng chúng được dự định làm thành trì phòng thủ dọc theo các điểm thương mại chiến lược hoặc như là tiền đồn hành chính của quốc gia mới hình thành. Søren Sindbæk đã đưa ra giả thuyết rằng, các pháo đài cho phép người dân địa phương trú ẩn trong các thành lũy để chống lại kẻ thù trong khi chờ đợi sự hỗ trợ từ các lực lượng thiện chiến từ xa; điều này có nghĩa là các pháo đài đã giúp Harald Bluetooth kiểm soát lãnh thổ rộng lớn và gửi quân đội của ông đến mà không lo chúng sẽ bị chinh phục hoặc cướp bóc. Những người khác tranh luận về việc liệu pháo đài là công trình phòng thủ, thành trì quân sự hay chủ yếu phục vụ như doanh trại, cũng như ý nghĩa về kinh tế, tôn giáo và biểu tượng của nó.
Nhiều pháo đài đã bị bỏ hoang vào cuối Thời đại Viking trong khi số khác được bao bọc bởi các khu định cư khác, chẳng hạn như Nonnebakken hiện nằm bên dưới Odense và Trelleborgen thuộc thành phố Trelleborg của Thụy Điển, số khác dần rơi vào quên lãng. Việc tái khám phá những địa điểm này bắt đầu vào những năm 1930 với việc khai quật Trelleborg ở Đan Mạch. Kể từ đó, tổng cộng bảy địa điểm đã được chính thức công nhận là pháo đài vòng tròn của người Viking. Địa điểm thứ 8 có thể là tại Helsingborg đã được đề xuất vào năm 2009 sau các cuộc khai quật khảo cổ từ năm 1987. Pháo đài vòng tròn Helsingborg có thể là pháo đài lớn nhất trong số đó, với đường kính 270 mét. Một địa điểm khác ở Rygge cũng được đề xuất nhưng chưa được xác nhận.
Năm 2023, 5 pháo đài vòng tròn thời kỳ Viking của Đan Mạch đã được UNESCO công nhận là Di sản thế giới.

## Danh sách
'Đã được xác thực
'

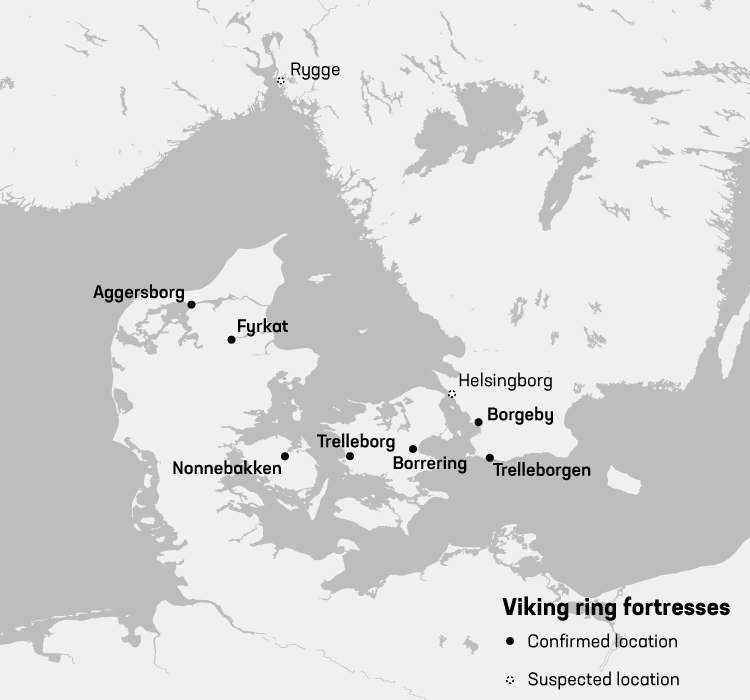
Vị trí của các pháo đài vòng tròn thời kỳ Viking

- Aggersborg gần Aggersund, Đan Mạch.
- Borrering gần Køge, Đan Mạch.[8][9][10]
- Fyrkat gần Hobro, Đan Mạch.
- Nonnebakken tại Odense, Đan Mạch.[11][12]
- Trelleborg gần Slagelse, Đan Mạch.
- Bắc Borgeby của Lund tại Scania, Thụy Điển.[13][cần dẫn nguồn]
- Trelleborgen tại Trelleborg, Scania, Thụy Điển.[14][15]

Có khả năng
- Helsingborg tại Scania, Thụy Điển.[1]
- Rygge tại Østfold, Na Uy.

## Hình ảnh

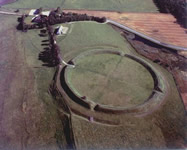
Hình ảnh chụp từ trên không của Fyrkat.
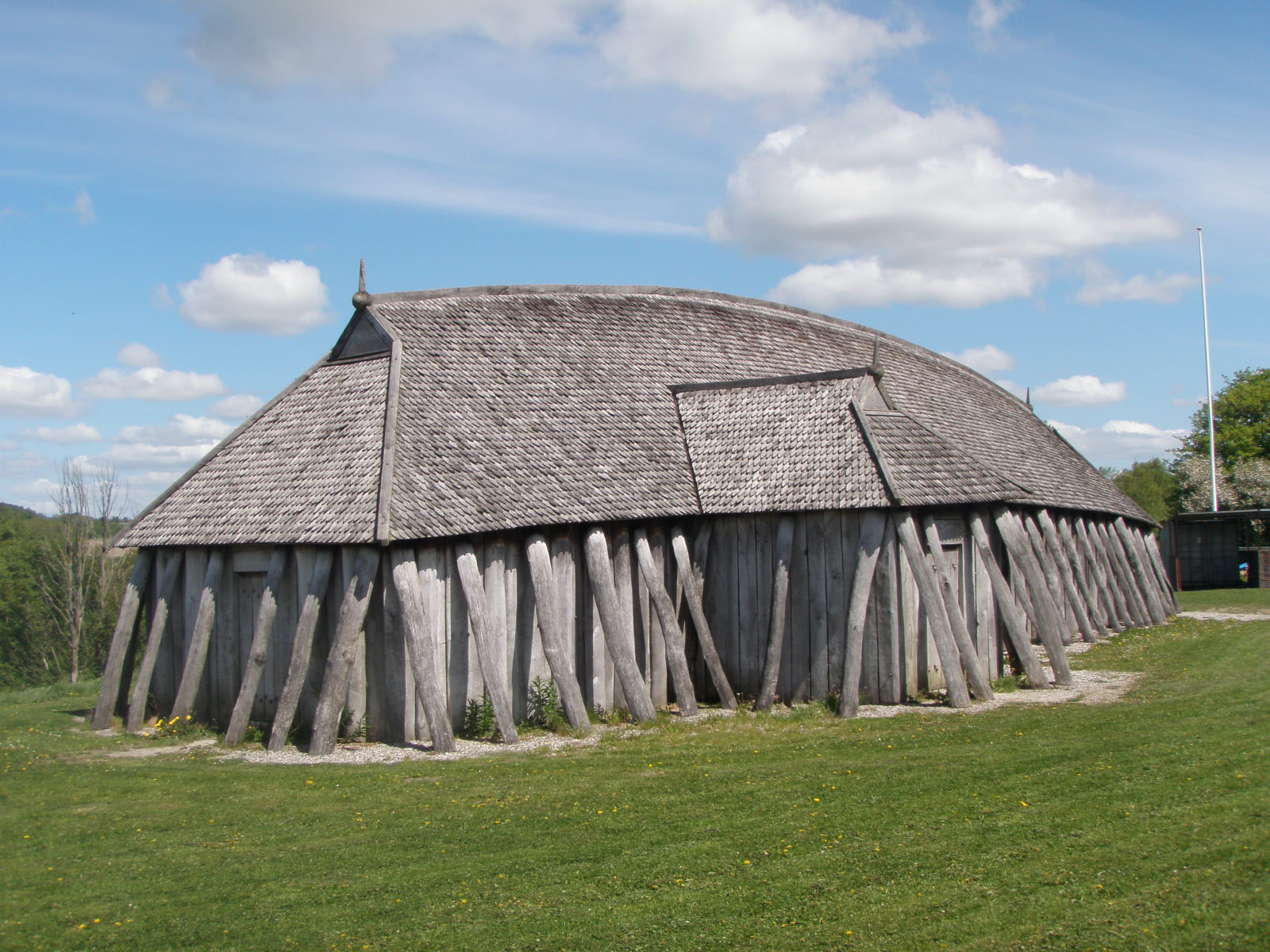
Tái thiết một ngôi nhà điển hình ở Fyrkat.
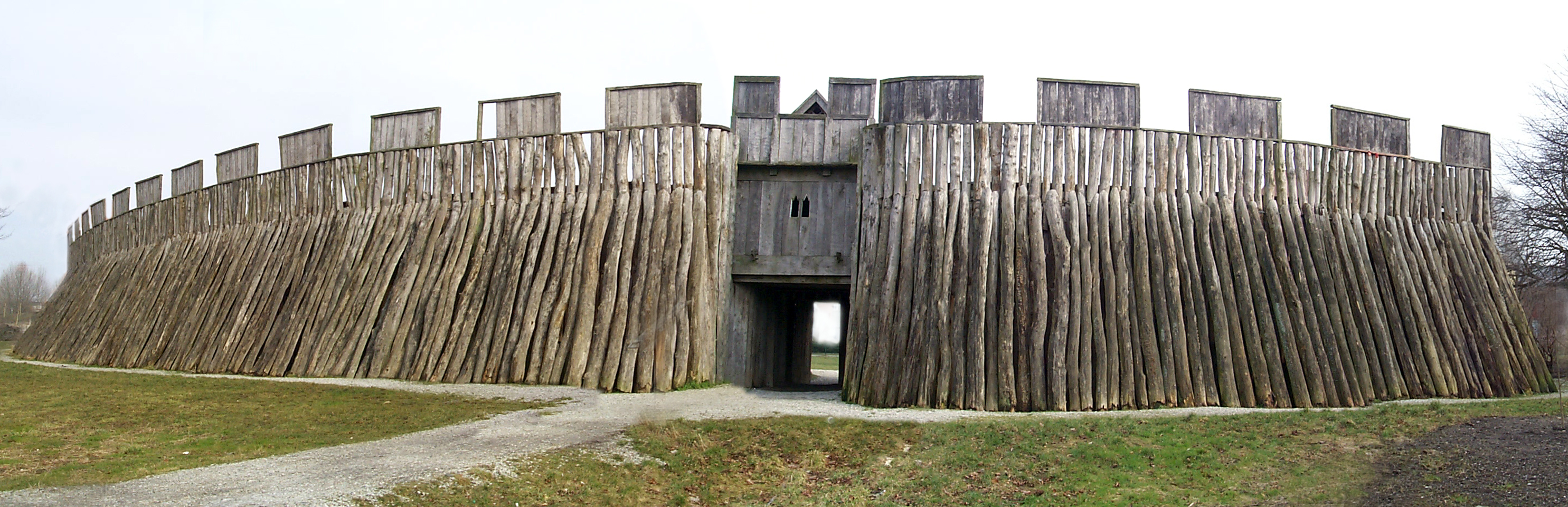
Tái thiết thành lũy của Trelleborg.